# 大企業病
大企業病（だいきぎょうびょう）は、主に大企業で見られる非効率的な企業体質のこと。
この言葉は、オムロンの創業者・立石一真が1983年の年頭指示の際に用いたのが最初と言われている。
具体的には、意思決定が遅い、内向きでチャレンジが行われない、経営・管理職との意思疎通を欠く、同僚同士のつながりが弱い、既存のしきたりやルールを疑う変革・創造に対して必ずしも前向きではない組織風土といった特徴がある。大企業病になると、変化への対応が著しく低下し、企業自体の存続にも影響する。リクルートマネジメントソリューションズの調査では、従業員10000名以上の企業に勤めている人のうち、7割以上が自社を「大企業病」と回答している。一方で、それ以下の規模の企業では大企業病と回答する割合に大きな差は見られず、企業規模のみが大企業病の要因ではない。
元日本長期信用銀行執行役・りそな銀行社外取締役の箭内昇は、自身の経験をもとに大企業病の判定基準を以下のように示した。
1. 経営者は現実より「こうあるはずだ」という理念を優先。
2. ミクロの数字よりマクロの数字を好む。
3. 計数よりトレンド・イメージ・フィーリングを優先。
4. 現場の直接情報より本部の整理された間接情報を好む。
5. 計画はいつもベストシナリオだけ。
6. トップのスピーチはいつも言葉だけが踊る。
7. トップは難しい取引先やマスコミなどとの会合を嫌う。
8. 不愉快な話は上司に伝えにくい雰囲気がある。
9. トップを含め、社内の人間同士の会食が多い。
10. 同じような顔ぶれによる内部会議が多く、かつ重要視される。
11. 内部資料作りに割かれる時間が多い。
12. 現場よりスタッフ部門のほうが上位という雰囲気がある。
13. 小さなミスには厳しいが、大きな失敗には寛容。
14. 主流派と呼ばれる部門が長い間続いている。
15. 早くから社長候補がささやかれ、おおむね実現する。

上記の基準のうち、10以上該当すれば大企業病、12以上該当すれば重い大企業病とされる。
大企業病からの脱却には、技術に詳しく権限のある社員が営業担当としてアントレプレナーシップを発揮できる環境が非常に有効であり、一例としてカーブアウト起業が有効と指摘されている。